# Gadom (przystanek kolejowy)
Gadom – zlikwidowany przystanek osobowy gryfickiej kolei wąskotorowej w Gadomiu, w województwie zachodniopomorskim, w Polsce.